# Greater Tzaneen
Greater Tzaneen (officieel Greater Tzaneen Local Municipality; Afrikaans: Groter Tzaneen Plaaslike Munisipaliteit) is een gemeente in het Zuid-Afrikaanse district Mopani.
Greater Tzaneen ligt in de provincie Limpopo en telt 390.095 inwoners.

## Hoofdplaatsen
Het nationaal instituut voor de statistiek, Stats SA, deelt sinds de census 2011 deze gemeente in in 100 zogenaamde hoofdplaatsen (main place):
Babanana • Bodweni • Bokhuta • Bonn • Botludi • Burgersdorp • Clearwaters Cove • Cochock • Dan • Driekoppies • Fobeni • Gabaza • Ga-Kubjana • Ga-Matipane • Ga-Modjadji • GaMokgwathi • GaMoloko • Ga-Mookgo • GaRakoma • GaWally • Haenertsburg • Hoveni • Jokong • Joppie • KaMayomela • Ka-Xihoko • Kgwekgwe • Khujwana • Lefara • Lenyenye • Leokwe • Letsitele • Longvalley • Lwandlamuni • Maake • Mabyepelong • Mafarana • Magoboya • Makudibung • Mandlhakazi • Mangweni • Mapitula • Mariron • Mariveni • Marumufase • Mashilwane • Mavele • Mawa • Miragoma • Misty Crown • Modjadji • Mogapeng • Mohlaba • Moime • Mokgolobotho • Mokomotsi • Moleketla • Moname • Morapalala • Moruji • Mosiphane • Mothomeng • Motupa • Mugwazini • Mulati • Myakayaka • Nature Reserve • New Phepeng • Nganganoyi • Nkamboko • Nkowankowa • Ntsako • Nwamitwa • Nyanyokane • Petanenge • Pharare • Pjapjamela • Relela • Rhulane • Rita • Ritakop • Runnymede • Sedan • Senakwe • Serare • Sethone A • Sethone B • Shihungu • Shiluvane • Shirulurulu • Shotong • Sunnyside • Thako • Thapane • Tikiline • Tlhabine • Tzaneen • Tzaneen NU • Yosmite • Zangoma.